# Laud (cantante)
Laud, pseudonimo di Vladyslav Andrijovyč Karaščuk (in ucraino Владислав Андрійович Каращук?; Kiev, 14 ottobre 1997), è un cantante ucraino.

## Biografia
Laud, nato in una famiglia di musicisti, si è diplomato in canto e chitarra. Ha successivamente preso parte a Holos kraïny, dove è arrivato in finale, per poi esordire nell'industria discografica col successo radiofonico U cju nič, prima top ten del cantante.
Nel febbraio 2018 ha partecipato a Vidbir con l'inedito Waiting, nel tentativo di rappresentare l'Ucraina all'Eurovision Song Contest, mentre nell'ottobre 2018 è avvenuta la pubblicazione del suo album in studio di debutto, dal titolo Muzyka; il disco contiene gli estratti U cju nič e Vyhadav.
L'anno successivo ha preso nuovamente parte a Vidbir, gareggiando con 2 dni. Bez tebe (2019), in collaborazione con Tayanna, è stato in lizza per un premio YUNA. Nel dicembre 2021 è uscito il suo secondo LP, intitolato Dual.
Nel maggio 2024 ha fatto ritorno sulle scene musicali col terzo disco Probudžennja.

## Discografia

### Album in studio
- 2018 – Muzyka
- 2021 – Dual
- 2024 – Probudžennja

### Album dal vivo
- 2024 – Live at Emily Resort

### Singoli
- 2017 – U cju nič
- 2018 – Ždu
- 2018 – Ved'ma
- 2018 – Waiting
- 2018 – Vyhadav
- 2019 – 2 dni
- 2020 – Hrjaznye tancy
- 2020 – OK OK OK (con Morphom)
- 2021 – Posejdon
- 2022 – I Am Ukrainian (solo o con Morphom e Otoy)
- 2023 – Stop the War
- 2023 – Ne pytaj
- 2023 – Prysmak vynohrad
- 2023 – Konfidencijno
- 2024 – Zabyraj (feat. Yarima)
- 2024 – Šaleni tanci
- 2024 – Majak
- 2024 – I Am Ukrainian
- 2024 – Ščedryj večir
- 2025 – Drajv

### Collaborazioni
- 2019 – Bez tebe (Tayanna feat. Laud)